# Вилиџиз ов Ориол (Флорида)
Вилиџиз ов Ориол (енгл. Villages of Oriole) град је у америчкој савезној држави Флорида.

## Демографија
По попису из 2000. године број становника је 4.758.
| Група             | 2000.         | 2010.    |
| Белци             | 4.701 (98,8%) | 0 (0,0%) |
| Афроамериканци    | 14 (0,3%)     | 0 (0,0%) |
| Азијати           | 2 (0,0%)      | 0 (0,0%) |
| Хиспаноамериканци | 30 (0,6%)     | 0 (0,0%) |
| Укупно            | 4.758         | 0        |